# Сеньга (приток Лежи)
Сеньга — река в Вологодской области России.
Протекает в северном направлении по территории Грязовецкого района. Исток находится на границе с Ярославской областью, впадает в реку Лежу в 74 км от её устья по левому берегу. Русло извилистое, ширина долины в нижнем течении — до 600 м, скорость течения — до 0,6 м/с. Длина реки составляет 77 км, площадь водосборного бассейна — 329 км². Вдоль течения реки расположены населённые пункты Сидоровского сельского поселения.

## Данные водного реестра
По данным государственного водного реестра России относится к Двинско-Печорскому бассейновому округу, водохозяйственный участок реки — Северная Двина от начала реки до впадения реки Вычегда, без рек Юг и Сухона (от истока до Кубенского гидроузла), речной подбассейн реки — Сухона. Речной бассейн реки — Северная Двина.
По данным геоинформационной системы водохозяйственного районирования территории РФ, подготовленной Федеральным агентством водных ресурсов:
- Код водного объекта в государственном водном реестре — 03020100312103000006660
- Код по гидрологической изученности (ГИ) — 103000666
- Код бассейна — 03.02.01.003
- Номер тома по ГИ — 03
- Выпуск по ГИ — 0

## Притоки
(расстояние от устья)
- 12 км: река Ревяка[3] (лв)
- 26 км: река Бакланка (лв)